# Bogusław VIII de Poméranie
Pour les articles homonymes, voir Bogusław.
Boguslaw VIII de Poméranie (en polonais Bogusław VIII, en allemand Bogislaw VIII.) est né en 1364 et est mort en 1418. Il est duc de Poméranie à Stargard de 1377 à 1418.

## Origine
Boguslaw VIII est le fils de Boguslaw V de Poméranie et d’Adélaïde de Brunswick. Il est le frère cadet de Warcislaw VII de Poméranie et le frère ainé de Barnim V de Poméranie. Il est le demi-frère de Casimir IV de Poméranie. 

## Règne
À la mort de Casimir IV en 1377, Warcislaw VII lui succède sur le trône du duché de Słupsk. Il donne à ses frères la région de Stargard qui devient un duché indépendant. En 1385, Boguslaw VIII est nommé évêque de Kamień Pomorski par le pape. Il démissionne très vite, se chargeant simplement d’administrer les terres de l’évêché.
À la suite de l’Union de Krewo entre la Pologne et la Lituanie en 1385, l’Ordre Teutonique recherche des alliés à l’ouest. En 1386, les Teutoniques signent avec Boguslaw VIII et ses frères une alliance militaire dirigée contre la Pologne. En 1390, Boguslaw VIII et ses deux frères rompent l’accord avec les Teutoniques et s’allient avec Ladislas II Jagellon. En 1391, Boguslaw VIII signe un accord commercial avec la Pologne. En 1392, le roi de Pologne lui donne Bydgoszcz en tant que fief. En 1395, il devient l’allié de Ladislas II Jagellon, et en 1403, il s’engage à soutenir militairement la Pologne contre les Teutoniques. La même année, il réunifie le duché de Słupsk après la mort de son frère Barnim V. Il manœuvre sans succès pour essayer de faire passer par son port de Darłowo les routes commerciales polonaises de la Baltique. 
En 1409, il s’allie à nouveau avec les Teutoniques pour les abandonner l’année suivante, après la bataille de Grunwald. Le 29 août 1410, à Malbork, il rend un hommage de vassalité à Ladislas II Jagellon. Il obtient les fiefs de Lębork, Człuchów, Biały Bór, Debrzno, Świdwin, Bytów et Czarne.

## Union et postérité
Bogusław VIII épouse Sophie de Holstein (sv), fille du comte Henri II de Holstein et de Ingeburge de Mecklenbourg-Schwerin (en) qui lui donne deux enfants:
- Bogusław IX de Poméranie
- Adélaïde de Poméranie (pl) (vers 1410– après 1444/1445) qui épouse en 1429 Bernard II de Saxe-Lauenbourg.